# محمد بیگلری‌پور
محمد بیگلری‌پور (زادهٔ ۱۳۲۴ – درگذشتهٔ ۲۷ دی ۱۳۹۱) موسیقی‌دان، آهنگساز و رهبر ارکستر اهل ایران بود. او آهنگساز نخستین سرود جمهوری اسلامی، پس از انقلاب ۱۳۵۷ بود.

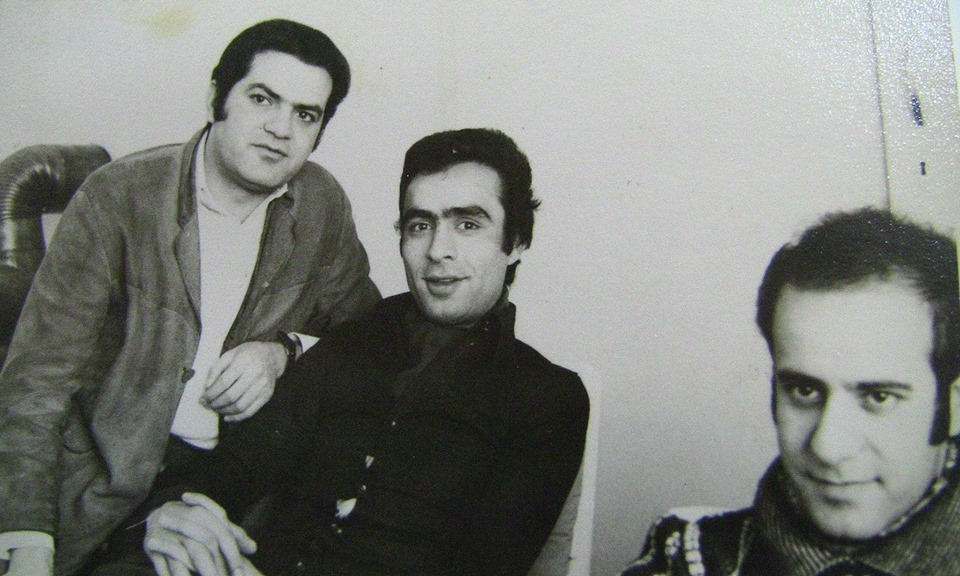
از راست به چپ: محمد بیگلری پور، محسن افتاده و منوچهر بیگلری

## زندگی‌نامه
محمد بیگلری‌پور در سال ۱۳۲۴ در تهران متولد شد. پدرش حسین بیگلری‌پور، از هنرمندان برجسته موسیقی کلاسیک بود. همچنین برادر او منوچهر بیگلری، از نوازندگان سرشناس ترومپت است. محمد بیگلری‌پور از ۴ سالگی ویلن را نزد پدر فراگرفت و از ۶ سالگی وارد هنرستان عالی موسیقی شد. از جمله استادان او در ویلن، عطاالله خادم میثاق، بود. وی در دوره اول متوسطه آموختن ساز ویولا را نزد روبن صفاریان آغاز کرد و هم‌زمان ساز ترومپت را نیز نزد «رضا هندسی» فراگرفت. او همچنین ساز فرنچ‌هورن را از یک استاد آلمانی به نام «اشمیدل» آموخت و با درجه عالی نوازندگی، لیسانس موسیقی خود را دریافت کرد. پس از آن به کشور انگلستان سفر کرد و در رشته آهنگسازی و رهبری ارکستر تحصیلات خود را ادامه داد و پس از ۴ سال فارغ‌التحصیل شد و به ایران بازگشت. او پس از بازگشت به کشورش به عنوان تک‌نواز در ۴ ساز ویلن، ویولا، ترومپت و فرنچ‌هورن با ارکسترهای مجلسی رادیو و تلویزیون همکاری خود را آغاز کرد. از او به عنوان تنها نوازندهٔ موسیقی کلاسیک ایران که قادر بود با ۴ ساز مختلف زهی و بادی تک نوازی کند یاد می‌کنند. وی در اسفند ۱۳۵۷ اولین سرود ملی پس از انقلاب ۱۳۵۷ ایران را ساخت و در فروردین ۱۳۵۸ به عنوان رئیس موسیقی، در تلویزیون مشغول به کار شد. او در سال ۱۳۸۲ به مدرک دکترای افتخاری رسید. بهمن ۱۳۸۲، در مراسم اختتامیهٔ نوزدهمین جشنوارهٔ موسیقی فجر، لوح تقدیر، چنگ زرین و ۱۰ سکهٔ بهار آزادی به محمد بیگلری‌پور اهدا شد.
در دومین جشنواره بین المللی جام‌جم نیز از مقام هنری محمد بیگلری‌پور تجلیل شد.

## فعالیت‌های هنری و اجرایی
از جمله فعالیت‌های هنری و اجرایی محمد بیگلری‌پور، به موارد زیر می‌توان اشاره کرد:
عضویت در ارکستر مجلسی رادیو و تلویزیون ایران، ریاست واحد موسیقی تلویزیون ایران ۱۳۵۸، مدیریت تولید موسیقی صدا و سیما ۱۳۶۰، ریاست مرکز حفظ و اشاعه موسیقی ۱۳۶۸، مدیریت واحد آموزش موسیقی صدا و سیما ۱۳۷۹، تأسیس هنرستان موسیقی صدا و سیما ۱۳۷۹، تأسیس گروه موسیقی دانشگاه صدا و سیما ۱۳۷۹، قائم مقام مرکز موسیقی صدا و سیما ۱۳۸۰، مشاور رئیس مرکز موسیقی صدا و سیما ۱۳۸۴، رهبر ارکستر سمفونیک صدا و سیما

## آثار
از جمله آثار آهنگسازی محمد بیگلری‌پور که به ۱۲۴۰ اثر می‌رسد، به موارد زیر می‌توان اشاره کرد:
- اولین سرود ملی پس از انقلاب ۱۳۵۷ ایران (پاینده بادا ایران) با شعری از ابوالقاسم حالت[۶]
- سرود «۲۲ بهمن» با صدای محمد گلریز و اسفندیار قره‌باغی و شعر حمید سبزواری[۷]
- سمفونی «در ازل»، ۱۳۷۲[۱]
- سمفونی «انقلاب» با خوانندگی محمد گلریز، رضا شیرازی، حمیدرضا حامی، نیما مسیحا و گروه کر و شعر اسماعیل امینی، ۱۳۸۴[۱]
- سمفونی «حضرت محمد»
- سمفونی «کوه»
- آلبوم موسیقی «نقش خیال» به خوانندگی عبدالحسین مختاباد[۶]
- نوازنده ویالون آلتو در سروناز (آلبوم) 1371 به اهتمام فریدون شهبازیان

## درگذشت
محمد بیگلری‌پور ۲۷ دی ۱۳۹۱ در پی ابتلا به سرطان، در بیمارستان ایران‌مهر تهران درگذشت.